# Physocephala simplex
Physocephala simplex är en tvåvingeart som beskrevs av Krober 1915. Physocephala simplex ingår i släktet Physocephala och familjen stekelflugor.
Artens utbredningsområde är Kongo. Inga underarter finns listade i Catalogue of Life.